# The Magnificent Seven (1960)
The Magnificent Seven is een western uit 1960 van regisseur John Sturges. De belangrijkste rollen zijn voor Yul Brynner, Steve McQueen, Charles Bronson, Eli Wallach, James Coburn, Robert Vaughn en Horst Buchholz. De film is een remake van de Japanse film De zeven samoerai (1954) van regisseur Akira Kurosawa.
The Magnificent Seven was aanvankelijk geen groot succes in de Amerikaanse bioscopen en kreeg negatieve kritieken, waarbij veel critici de film minder goed vonden dan de film van Kurosawa. De film werd genomineerd voor een Oscar voor de beste muziek.
In de jaren na de première groeide de waardering voor de film, mede door het succes van de acteurs in andere films. Overigens was de film wel meteen een groot succes in Europa.

In 2013 werd The Magnificent Seven opgenomen in het United States Film Registry van de Library of Congress vanwege de culturele, historische en esthetische waarde.

## Verhaal
Een klein Mexicaans dorpje wordt regelmatig geplunderd door de Mexicaanse bandiet Calvera en zijn bende. Een aantal dorpelingen wil zich verdedigen tegen de aanvallen en probeert bij de Amerikaanse grens wapens te kopen. Daar ontmoeten ze revolverheld Chris Adams, die hen aanraadt om een aantal revolverhelden in te huren. Als de dorpelingen vragen of ze Adams kunnen inhuren, laat deze zich met moeite overhalen. Nadat Adam nog zes mannen heeft ingehuurd, reizen ze naar het dorpje. De zeven huurlingen zijn Adams, Chico, Harry Luck, Vin Tanner, Bernardo O’Reilly, Britt, en Lee. Aangekomen in het dorpje proberen de huurlingen de dorpelingen te trainen. Ze zien ook dat Calvera nauwelijks voedsel heeft achtergelaten en de zeven delen hun maaltijden met hun rekruten en familie. Dan verschijnt de bende van Calvera weer en volgt een harde confrontatie, waarbij de zeven huurlingen een groot aantal bandieten uitschakelen. Later hoort Chico, die de bende is gevolgd, dat de bandieten grote behoefte hebben aan voedsel en zeker zullen terugkomen. Chris Adams besluit om de bandieten in een verrassingsaanval uit te schakelen, maar het kamp blijkt verlaten. Als ze terugkomen heeft Calvera de bange dorpelingen gegijzeld en neemt hij ook de huurlingen gevangen. Omdat hij bang is voor wraak van de Amerikaanse overheid laat hij de zeven leven, maar stuurt ze wel zonder wapens en paarden weg. De huurlingen zijn razend en willen terug naar het dorp, de enige die niet meegaat is Harry die vreest voor zijn leven. Als de zes bij het dorp arriveren, komt het andermaal tot een gevecht bij Calvera en zijn mannen. Ze krijgen hulp van de dorpelingen en ook Harry die toch is teruggekeerd. Als hij Chris redt van de dood, wordt Harry zelf gedood, evenals Bernardo, Britt en Lee die een heroïsch gevecht voeren met de bandieten. De drie overgebleven huurlingen jagen de bandieten op de vlucht nadat Chris Calvera heeft doodgeschoten.

## Rolverdeling
| Acteur          | Personage         |
| --------------- | ----------------- |
| Yul Brynner     | Chris Adams       |
| Steve McQueen   | Vin               |
| Eli Wallach     | Calvera           |
| Charles Bronson | Bernardo O'Reilly |
| Robert Vaughn   | Lee               |
| James Coburn    | Britt             |
| Brad Dexter     | Harry Luck        |
| Horst Buchholz  | Chico             |

## Voorbereiding
In 1954 kwam de film De zeven samoerai van Akira Kurosawa in de bioscopen, een klassieker over zeven samoerai die een aantal eeuwen geleden de inwoners van een Japans dorpje beschermen tegen bandieten. Acteur Yul Brynner benaderde eind jaren vijftig producent Walter Mirsch met het idee om een remake te maken van deze film, maar dan in de vorm van een western. Mirsch zag wel iets in het idee en liet coproducent Lou Mornheim naar de prijs van de filmrechten informeren. Uiteindelijk kocht Mornheim de rechten voor 250 dollar.

## Scenario
Scenarist Walter Bernstein schreef de eerste versie van het script waarbij hij niet te veel afweek van het originele scenario van Shinobu Hashimoto, Hideo Oguni en Akira Kurosawa. Een nieuwe versie werd geschreven door Walter Newman, en werd uiteindelijk gekozen om te worden verfilmd. Tijdens de opnamen was Newman echter niet beschikbaar en werd scenarist William Roberts ingehuurd om scènes te herschrijven. Dit was een gevolg van de bemoeienissen van de Mexicaanse filmcensuur. De Mexicanen eisten bijvoorbeeld dat de scène waarbij de dorpelingen hulp zoeken, zo werd herschreven dat ze eerst wapens gaan zoeken. Dit om te voorkomen dat het bioscooppubliek zou denken dat Mexicanen zwak zijn. Roberts vroeg later aan de Writers Guild of America om zijn naam aan de film toe te voegen als co-scenarist. Dit werd toegestaan, maar dat schoot in het verkeerde keelgat van Walter Newman die zijn naam van de aftiteling liet afhalen.

## Selectie van de acteurs
Aanvankelijk voorzag het script in een groepje oudere revolverhelden, veteranen van de Amerikaanse Burgeroorlog. Voor de rol van Chris Adams was om die reden Spencer Tracy een optie. Later werden de personages een stuk jonger gemaakt en verdween Tracy uit het zicht. Brynner die al vroeg bij het project was betrokken, kreeg nu de rol van Adams. De acteur bemoeide zich intensief met het selecteren van de overige acteurs, zoals Steve McQueen voor de rol van Vin Tanner. Later kreeg Brynner spijt van zijn keuze, aangezien McQueen tijdens de opnamen voortdurend probeerde om de show te stelen ten koste van hem. Overigens was McQueen eigenlijk niet beschikbaar voor de film, hij acteerde in de succesvolle televisieserie  Dead or Alive en de opnames waren in volle gang. Aangezien McQueen graag in The Magnificent Seven wilde spelen kreeg hij zogenaamd een auto-ongeluk en meldde zich ziek. Andere acteurs die auditie deden voor de rol van Vin waren George Peppard en Gene Wilder. Aanvankelijk was Sterling Hayden gecast voor de rol Britt, maar nadat hij de productie om onbekende redenen de rug toekeerde moest regisseur John Sturges snel een vervanger vinden. John Ireland werd overwogen, maar het uiteindelijk viel de keus op James Coburn. Deze acteur was bevriend met de reeds voor de rol van Lee geselecteerde acteur Robert Vaughn en die stelde voor Coburn te testen. Later hielpen Coburn en Vaughn elkaar vaker aan rollen in films.

## Productie
De opnamen vonden plaats tussen 1 maart en 1 april 1960 in Mexico. Daar werden het Mexicaanse dorpje en de Amerikaanse grensstad opgebouwd. Andere filmlocaties waren Cuernavaca, Durango en Tepoztlán, terwijl de Churubusco Studio’s werden gebruikt voor de studio-opnamen.
De opnames werden gehinderd door de voortdurende rivaliteit tussen Yul Brynner en Steve McQueen. Eli Wallach beschrijft in zijn autobiografie hoe McQueen probeerde de aandacht te trekken op die momenten dat hij samen met Brynner in beeld was. Hij deed dit door bijvoorbeeld de lege hulzen uit de trommel van zijn revolver te schudden, zijn hoed af te nemen om naar de zon te kijken of met zijn hoed water uit de rivier te scheppen. Brynner was woedend over deze pogingen om de aandacht te trekken, maar kon er weinig aan doen. Eli Wallach zelf profileerde zich in zijn rol als bendeleider door intensief op te trekken met de acteurs die zijn bendeleden speelden. Elke morgen ging hij in kostuum samen met hen een uurtje rijden voordat de opnamen begonnen. De bendeleden zelf leefden zich zo in dat ze zelf het paardentuig van Calvera controleerden en zijn pistool checkten.

Regisseur John Sturges worstelde met een belangrijk onderdeel van het script. Daarin was voorzien dat op het einde van de film een grote veldslag zou plaatsvinden tussen de zeven revolverhelden en de Mexicaanse bende. Hoewel scenarist Newman had aangegeven wie van de zeven zou sneuvelen, was niet bekend wanneer en in welke volgorde. Er moest dus een choreografie van de veldslag worden gemaakt. Aanvankelijk wilde Sturges de vier revolverhelden die moesten sneuvelen, laten sterven in de volgorde van de casting van de acteurs (Robert Vaughn, Brad Dexter, Charles Bronson en uiteindelijk James Coburn). Dit stuitte op verzet van Vaughn, waarna Sturges met een nieuwe oplossing kwam waarbij Dexter ‘sneuvelt’ als hij terugkeert naar het dorpje. Vaughn wordt ‘gedood’ nadat hij drie bandieten heeft neergelegd, Coburn wordt ‘dodelijk gewond’ als hij een mes wil werpen en de ‘zwaar gewonde’ Bronson ‘sterft’ na een kogel in zijn buik.

## Vervolgen
De film kreeg drie vervolgfilms: Return of the Seven (1966), Guns of the Magnificent Seven (1969), en The Magnificent Seven Ride (1972). Tussen 1998 en 2000 werd een televisieserie uitgezonden onder de titel The Magnificent Seven, met Robert Vaughn in een gastrol. In 1980 was Vaughn ook te zien in de SF-film Battle Beyond the Stars, die duidelijk was geïnspireerd op De zeven samoerai en The Magnificient seven. In de sciencefictionfilm Westworld (1973) speelde Yul Brynner een robot die een kopie is van het personage Chris Adams.
In 2016 werd een remake uitgebracht onder dezelfde titel.

## Prijzen
- (nominatie) Best Music, Scoring of a Dramatic or Comedy Picture - Elmer Bernstein